# Star Legend (barco)
Star Legend (anteriormente "Royal Viking Queen" , "Queen Odyssey" y "Seabourn Legend") es un crucero construido por Schichau-Seebeckwerft en Bremerhaven, Alemania y operado por Windstar Cruises. Es la nave hermana idéntica de Star Pride y Star Breeze, todas diseñadas por Petter Yran y Bjørn Storbraaten.
Partió de la flota de Seabourn en abril de 2015 y entró en servicio para Windstar Cruises en mayo de 2015.

## Trayectoria
La construcción de la "Reina Real Vikinga" comenzó en 1990 por Schichau-Seebeckwerft en Bremerhaven, Alemania. Fue la última nave en ser construida para Royal Viking Line y la más pequeña. Originalmente fue planeada para Seabourn Cruise Line en 1990, se retrasó debido a las limitaciones financieras de los inversores y finalmente fue comprada por Royal Viking Line. Fue lanzada en mayo de 1991 y terminada en febrero de 1992. Fue puesta en servicio para Kloster Cruise. Ella operó sus pruebas en el mar y su viaje inaugural comenzó el 11 de febrero de 1992 y terminó el 29 de febrero de 1992. El barco operaba en varios cruces para Royal Viking Line, una subsidiaria de Kloster. Durante su servicio como "Reina Real Vikinga", formó parte de los principales cruceros del mundo, constantemente votada entre los 10 mejores cruceros del mundo por varias publicaciones.
En 1995, el nombre del barco fue cambiado a "Queen Odyssey" después de que fue asignada a Royal Cruise Line, otra subsidiaria de Kloster. Permaneció en funcionamiento para Royal Cruise Line hasta enero de 1996, cuando fue vendida a Seabourn y se unió a sus barcos hermanos.
Fue designado por la productora de cine 20th Century Studios para la película de 1997 Speed 2: Cruise Control bajo el nombre de "Seabourn Legend". En la película, el oficial de policía de LAPD Alex Shaw (Jason Patric) y su novia Annie Porter (Sandra Bullock) están atrapados en el barco, donde las computadoras de navegación han sido reprogramadas por un pirata informático (Willem Dafoe), colocando la nave en curso de colisión con un superpetrolero.

## Línea de tiempo
- Mayo de 1991 - Lanzado.
- 11 de febrero de 1992 - Ensayos marítimos operados.
- 29 de febrero de 1992 - Entregado a Kloster Cruise,  Nassau, Las Bahamas. Nombrada "Reina Real Vikinga".
- 1995 - Asignado a Royal Cruise Line, renombrado  Queen Odyssey.
- 12 de enero de 1996 - Adquirido por Seabourn Cruise Line, Oslo, Norway. Renombrado  Seabourn Legend.
- 1997 - Aparece en la película  Speed 2: Cruise Control.
- 2002 - Reinscrito en Nassau, Las Bahamas.
- 2015 - Comprado por Windstar Cruises y renombrado Star Legend.